# ایوی ادنا اوغولی
ایوی ادنا اوغولی (زاده ۶ ژوئیه ۱۹۶۶). یک نوازنده زن رگی نیجریه ای است. او در آهنگ "تولدت مبارک" مشهور می باشد. 

## اوایل زندگی
اوغولی در تاریخ ۶ ژوئیه ۱۹۶۶ در ایسوکو، ایالت دلتا (ناحیه غرب میانه در آن دوره) در خانواده کشیشی آر او اوغولیری بدنیا آمد. بعد از آن پدر و مادر او از هم جدا می شوند و اوغولی بعد از جدایی مادر و پدرش در زمان کوتاهی تصمیم به مهاجرت می گیرد و بعد از آن به پاریس مهاجرت می کند.